# کیپویچیه
کیپویچیه (به لهستانی:  Kiepojcie) یک روستا در لهستان است که در گمینا دوبنگنکی واقع شده‌است. کیپویچیه  ۹۱ نفر جمعیت دارد.